# 屏南乡
屏南乡，是中华人民共和国广西壮族自治区河池市宜州区下辖的一个乡镇级行政单位。

## 行政区划
屏南乡下辖以下地区：
屏南社区、合寨村、北角村、果立村、板纳村、新兴村和肯山村。